# Chiesa di Santa Maria dell'Assunta
La chiesa di Santa Maria dell'Assunta è una chiesa monumentale di Gragnano, situata nella frazione di Castello; nel 1927 è stata dichiarata monumento nazionale.

## Storia

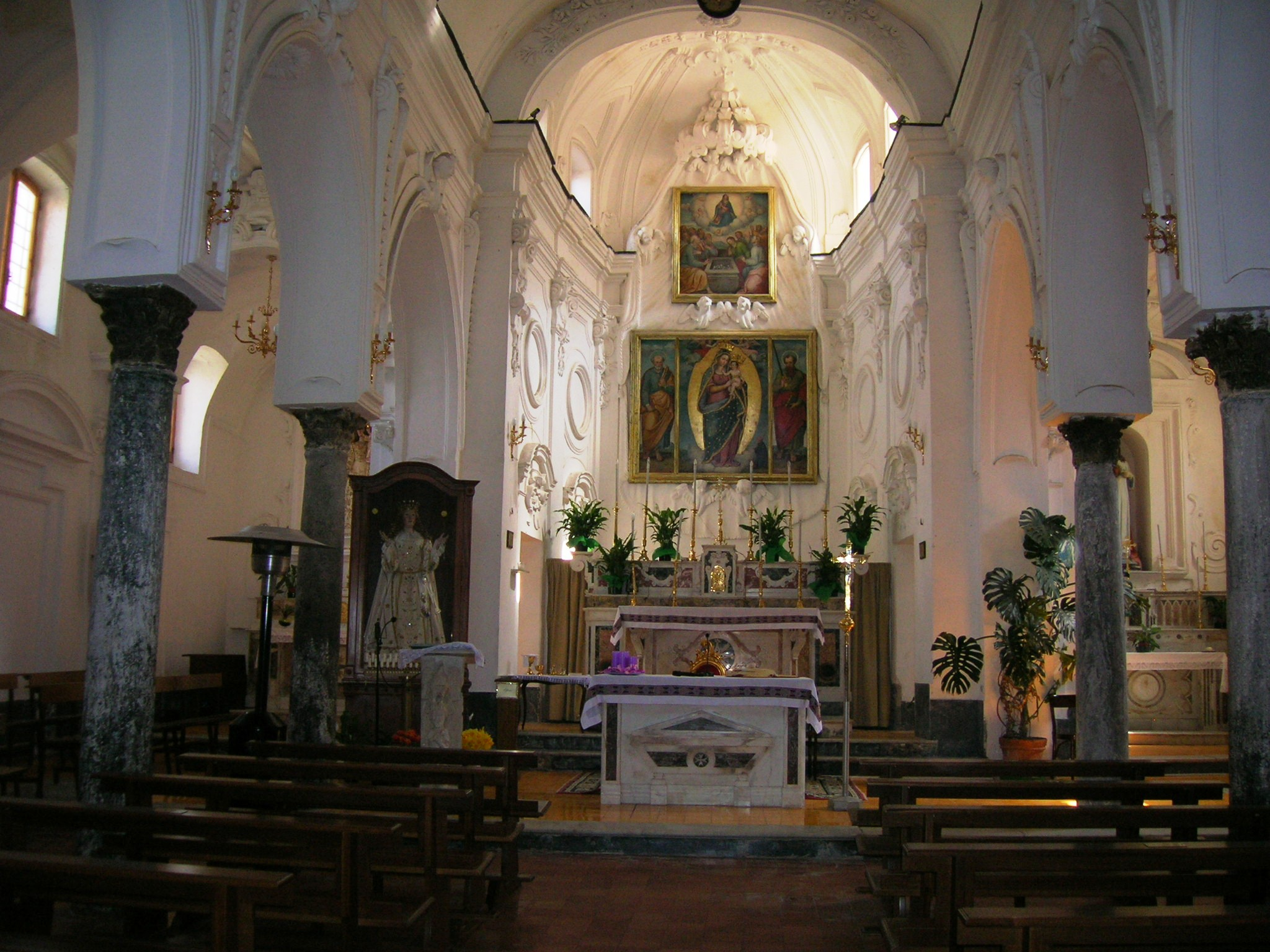
L'interno

Sono due le ipotesi sull'origine della chiesa: la prima fa risalire la sua fondazione al X secolo, in concomitanza della costruzione del castello di Gragnano, voluto dagli amalfitani per proteggere il loro ducato. La chiesa quindi si rese necessaria per avere un luogo di culto all'interno del borgo fortificato, ma che allo stesso tempo veniva utilizzata anche come arcipretura; altri studiosi ritengono invece sia stata costruita tra il V ed il VI secolo. La chiesa divenne in poco tempo punto focale della zona, sia come centro religioso che economico, tanto che nel 1567 il cardinale D'Aragona ne chiese l'elevazione a vescovado, richiesta che poi non fu mai accolta. Negli stessi anni subì notevoli lavori di ampliamento: venne realizzata una scalinata, grazie all'abbattimento del maschio del castello, che la collegava direttamente alla piazza principale del borgo, fu costruito il campanile e le decorazioni interne cambiarono dal gotico romananico al barocco.
Nel 1731 papa Clemente XII trasformò la chiesa in collegiata, qualificata con il titolo di insignis, attributo che le conferiva diversi privilegi, come la presenza di un arciprete e la possibilità di partecipare alla Messa Conventuale: la collegiata, nel 1840, fu spostata nella chiesa del Corpus Domini ed definitivamente soppressa tra il 1979 e il 1980. Nel 1927 lavori di restauro interessarono il nartece, nel quale fu riaperto il varco centrale ed ampliati i due laterali, così come era il suo aspetto originario: il 26 luglio dello stesso anno la chiesa fu dichiarata monumento nazionale; altro restauro si è avuto a seguito del terremoto del 1980 che arrecò notevoli danni alla struttura.

## Struttura

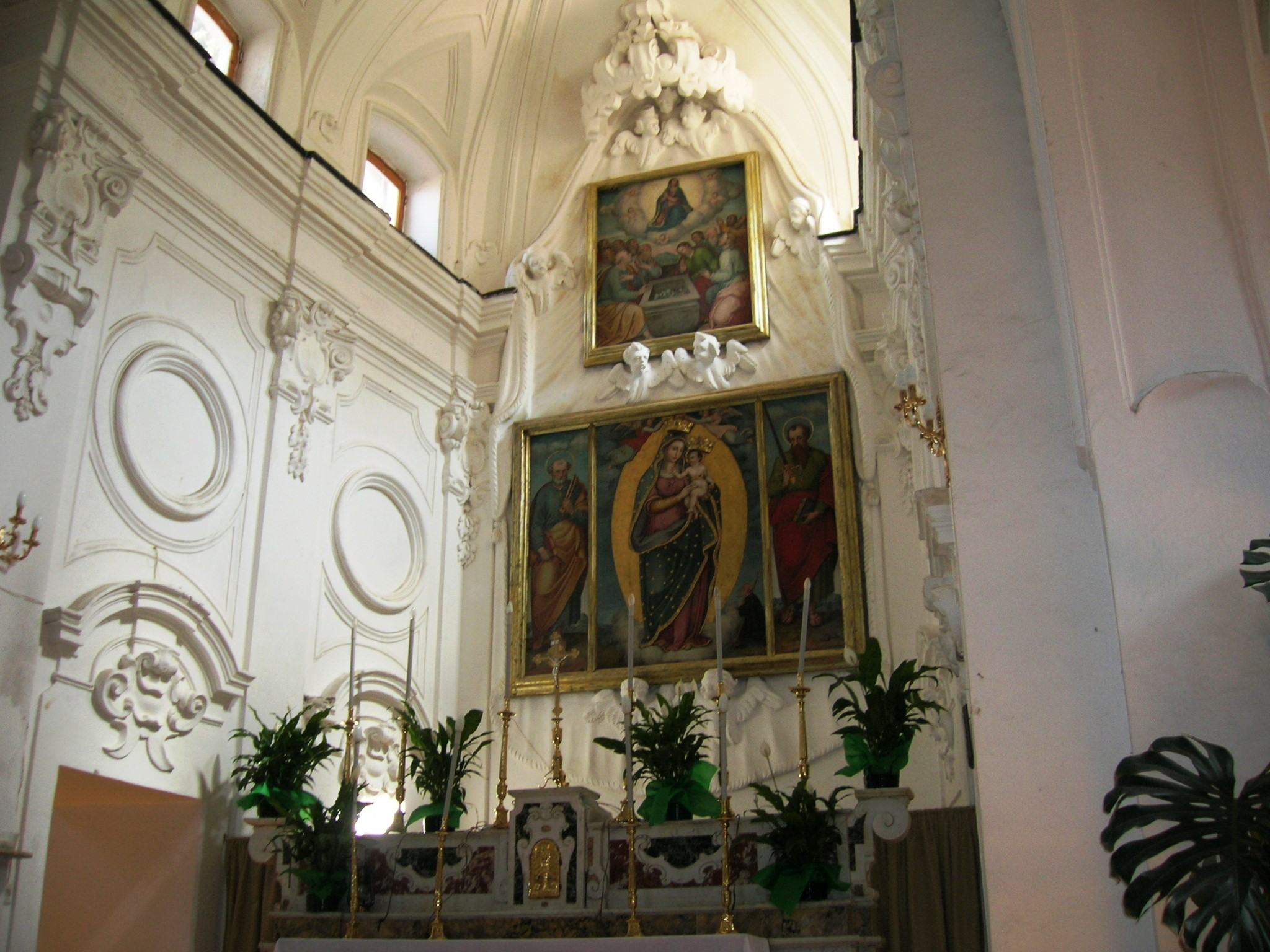
Il trittico e la tela dell'altare maggiore

L'accesso alla chiesa avviene con una scalinata realizzata in pietra vesuviana che porta direttamente al patio, caratterizzato da un nartece, al quale si accede tramite tre archi di tipo arabo siculo: caratteristico l'arco centrale, realizzato in tufo grigio, decorato con teste di gatto e sormontato, nella chiave, da un'edicola in marmo bianco dove è raffigurata la Madonna col Bambino, due angeli e l'Eterno Padre: l'edicola è stata posta in una zona dove fino al 1925 era dipinto un affresco dell'Assunta, gravemente danneggiato. Intorno all'edicola sono posti quattro frammenti triangolari di vetro policromo amalfitano: due decorati con onde stilizzate e due con disegni di stelle. Il portico presenta una volta a crociera, mentre sul muro che da l'ingresso alla chiesa sono disposte quattro lastre tombali dedicate agli arcipreti che si avvicendarono tra il XIV ed il XVI secolo: si tratta di lastre del 1330 appartenuta a Pietro Lonbogobardo, del 1346 a Jacob Marino, del 1498 a Sansone Arcucci e del 1528 a Alfonso de Marinis; tuttavia la maggior parte delle altre lastre tombali sono andate perdute.
L'interno è diviso in tre navate mediante otto colonne: questo sono tutte diverse l'una dall'altra e realizzate o in porfido o in granito o cipollino verde o statuario bianco, sono tutte lisce, eccetto una, che presenta ventiquattro scanalature. Tutti diversi anche i capitelli, in ordine sia corinzio, che dorico, romanico o ionico; dalle colonne, senza architrave, partono archi in stile arabo-siculo. La navata centrale presenta una volta a botte, decorata con stucchi. La chiesa, leggermente in pendenza, presenta sotto il pavimento varie tombe, dove venivano sepolti sia persone del popolo che sacerdoti: grazie al rifacimento della pavimentazione nel 1963, è stato possibile fare un'accurata esplorazione, scoprendo che le tombe erano profonde dai quattro ai cinque metri e che, quelle per il popolo contenevano ossa ammassate fino alla sommità, mentre quelle dei nobili e sacerdoti, contenevano casse, alcune delle quali, a causa del passare del tempo aperte, al cui interno si poteva notare scarpe appuntite, cappelli in feltro e vestiti in stoffa rossa. 
Dopo aver superato il portale d'ingresso, sulla sinistra, è posto il battistero: si presenta con una base rettangolare rivestita di marmi e maioliche, dalla quale si alzano quattro colonne, di cui una sola tortile, di circa un metro e trenta, che sostengono un arco a tutto sesto, sotto il quale è posta la vasca battesimale, risalente al 1592; caratteristici i capitelli delle colonne, formate da foglie e pomi, dipinti in oro. Sul lato destro è invece un'acquasantiera, di un metro di diametro, realizzata in marmo bianco, decorata con petali e scanalature e sorretta da una colonna, abbellite con foglie acquatiche, che termina su un capitello capovolto: l'altezza totale è di un metro e venti centimetri. Struttura simile a questa si trova nella sagrestia e veniva utilizzata dal prete prima di celebrare le funzioni religiose: il lavabo mediceo risale al 1592 e presenta una vasca simile ad una conchiglia, che poggia su di una colonna di tipo romanica.
Sull'altare maggiore è posto un trittico, raffigurante la Madonna, San Pietro e San Paolo, opera della scuola napoletana e risalente alla metà del XVI secolo: la Madonna, con manto azzurro, è raffigurata con il bambino tra le braccia su di un fondo dorato, utilizzato come cornice e retto da putti; ai piedi della Vergine, in ginocchio, è raffigurato l'arciprete Loisius Sicardus, committente del dipinto. Sul lato sinistro del trittico è disegnato San Pietro con le chiavi e le lettere, mentre sul lato destro, San Paolo, con la spada e le lettere. Al di sopra del trittico è la tela dell'Assunta, commissionata dallo stesso Loisius Sicardus quando fece realizzate il trittico: è di scuola napoletana e raffigura Maria assunta, in un manto verde, nell'atto di pregare e salire verso il cielo; ai suoi piedi gli apostoli, che guardano il sepolcro, all'interno del quale fiorisce un roseto.

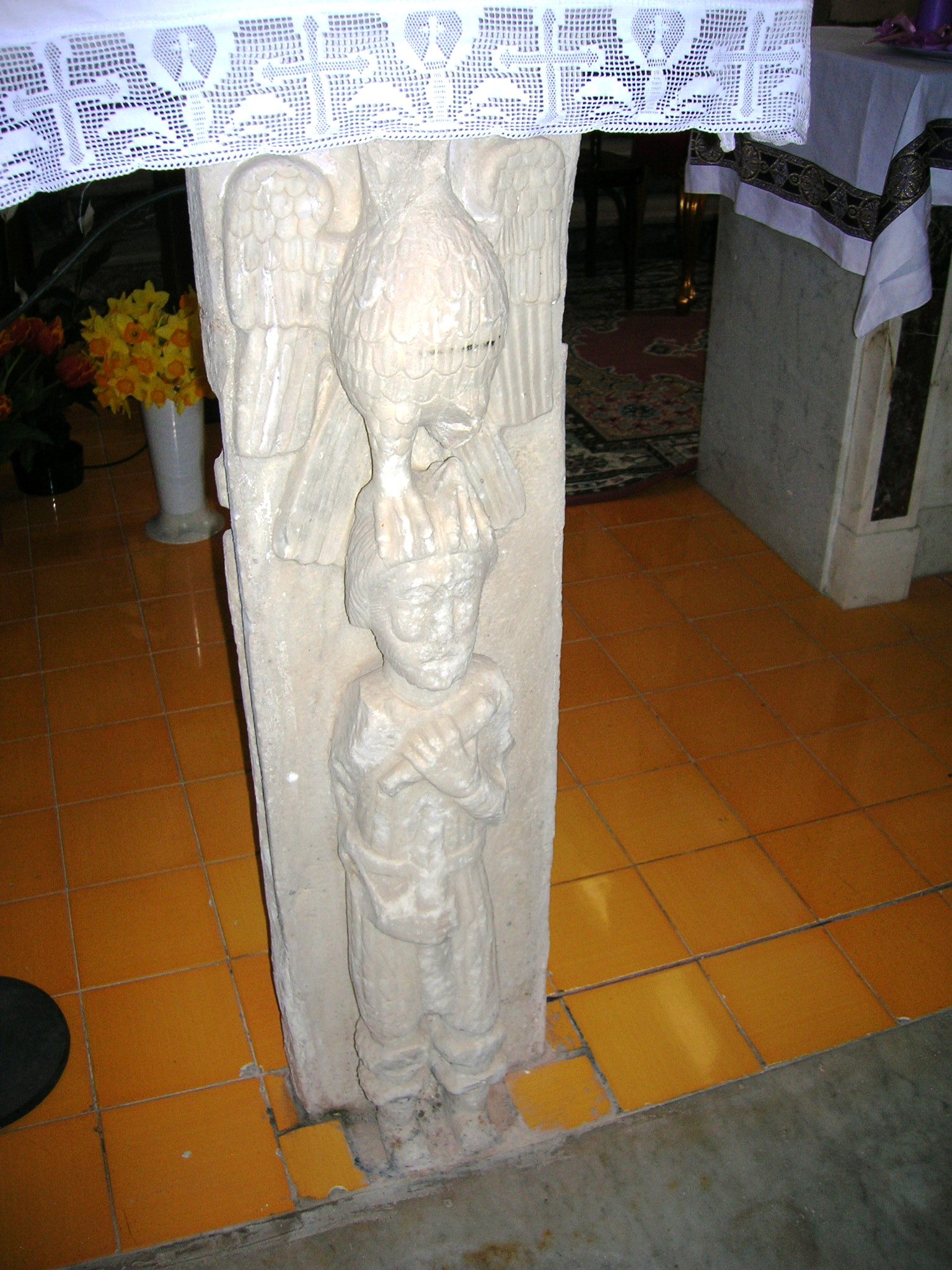
Pezzo dell'ambone romanico

La chiesa era sicuramente dotata di un ambone, posto originariamente tra la terza e la quarta colonna, ma a seguito dei lavori di ristrutturazione, nel XVIII secolo, fu smontato per essere ricostruito sull'altare maggiore: ritenuto ingombrante fu diviso in più parti e sparso per la chiesa; la parte centrale, che raffigurava la Rivelazione Divina, fu messa in una torre del castello, trasformandolo in un piccolo tempietto: da tutti, questa sorta di statua, era erroneamente conosciuta come Santo Mamozio. In seguito fu poi riportata in chiesa ed utilizzata come lettorile: si tratta di un altorilievo, in stile romanico, risalente al XII secolo e raffigura, dall'alto verso l'alto, un serpente, simbolo della cultura cosmica, un uomo vestito da guerriero nell'atto di stringere il serpente, simbolo di materia e spirito e l'aquila che afferra con i suoi artigli il capo dell'uomo, offrendogli la possibilità di diventare figlio di Dio; sulle ali dell'aquila, il Vangelo di San Giovanni.
Tra le varie opere presenti nella chiesa, diverse statue: la statua di Sant'Antonio risale sicuramente a prima del XVII secolo ed era posta originariamente nella cappella della congrega della Pietà, nella piazza antistante la chiesa; la statua lignea della Pietà, copia di una simile, esposta nel museo di Capodimonte, risalente al XVIII secolo; la statua dell'Assunta, del XVIII secolo, ha mani e capo in legno, con veri capelli e busto in stoffa con ricami in oro: è nell'atto di guardare verso il cielo, con le braccia aperte; la statua del Rosario, molto simile a quella dell'Assunta; la statua dell'Addolorata è del XVIII secolo, con mani e volto in legno e testa coperta da un velo: il petto è trafitto da una spada; la statua del Sacro Cuore risale al XX secolo, è in gesso ed è dipinta in bianco con il manto rosso. Notevole anche la tela del Santissimo Rosario, posta sopra l'ingresso principale, risalente al XVIII secolo, ma alquanto danneggiata dall'umidità: posta in una cornice di legno dorato, raffigura la Madonna, alla quale gli angeli reggono la corona, nell'atto di porgere il rosario a San Domenico e Gesù bambino a Santa Caterina.
Il campanile, costruito tra la fine del XV secolo e l'inizio del XVI secolo, è in stile romanico e moresco, è a pianta quadrata, su due livelli, con cupola a base ottagonale, realizzata in tufo e rivestita da maioliche di colore giallo: sulla sommità è posta una croce in ferro battuto con una banderuola. Il primo piano è contrassegnato da due monofore ed un bifora, mentre il secondo piano, che ospita la cella campanaria, possiede una monofora e tre bifore; la campana fu fusa alla fine del XVI secolo ed è in bronzo. Accanto alla chiesa si trova la casa dell'arciprete, composta da due complessi: uno romanico, con volte a botte, caratterizzato da tre stanze ed una cisterna e un altro, con soffitto a travi in legno di castagno, rifatto nel XVI secolo, per volere dell'arciprete Ascanio de' Medici, e formato da sette stanze che si aprono lungo un corridoio con colonne decorate a stucco, di cui solo due agibili: caratteristico un forno ricavato all'inizio del corridoio e un'edicola che riporta lo stemma dei Medici.